# Mustafa Karim
Mustafa Karim Abdullah (arab. مصطفى كريم عبدالله, ur. 21 lipca 1987 w Bagdadzie) – iracki piłkarz występujący na pozycji napastnika w drużynie Al-Sailiya.

## Kariera klubowa
Mustafa Karim jest wychowankiem drużyny Al-Talaba. W 2004 trafił do zespołu Al-Kahraba. W swym pierwszym sezonie w barwach tej ekipy został królem strzelców I ligi irackiej, z dorobkiem 16 bramek. Następny sezon spędził w barwach klubu Al-Shorta. Tu w lidze strzelił 14 goli, co dało mu drugie miejsce w klasyfikacji strzelców. W 2006 przeszedł do drużyny Arbil SC, z którą już w pierwszym sezonie zdobył tytuł mistrzowski. Po zakończeniu rozgrywek Mustafa przeniósł się do egipskiego Ismaily SC. Tutaj został wybrany najlepszym zagranicznym piłkarzem I ligi egipskiej w 2007 roku. Sezon 2007/2008 zakończył z 10 bramkami na koncie. W kolejnym strzelił ich 11 - co dało mu drugie miejsce w klasyfikacji strzelców. Natomiast jego klub został wicemistrzem kraju. W 2009 zawodnik podpisał kontrakt z drużyną Nadi asz-Szarika ze Zjednoczonych Emiratów Arabskich. Następnie grał w bahrajńskim Al-Sailiya oraz w Baniyas SC ze Zjednoczonych Emiratów Arabskich. Obecnie jest piłkarzem egipskiego Al-Ittihad Aleksandria.

### Sukcesy

#### Arbil FC
- Zwycięstwo
  - I liga iracka: 2006/2007

#### Ismaily SC
- Drugie miejsce
  - I liga egipska: 2008/2009

#### Indywidualne
- Król strzelców I ligi irackiej: 2004/2005
- Wicekról strzelców I ligi irackiej: 2005/2006
- Wicekról strzelców I ligi egipskiej: 2008/2009
- Najlepszy zagraniczny piłkarz I ligi egipskiej: 2007

## Kariera reprezentacyjna
Mustafa Karim w 2008 zadebiutował w reprezentacji Iraku. Pierwszą bramkę strzelił w 2010. W 2011 został powołany do kadry na Puchar Azji. Jego drużyna wyszła z grupy i odpadła w ćwierćfinale z Australią.